# Phái bộ gìn giữ hòa bình Liên Hợp Quốc tại Nam Sudan
Phái bộ gìn giữ hòa bình Liên Hợp Quốc tại Nam Sudan (tiếng Anh: United Nations Mission In South Sudan, viết tắt: UNMISS) là tổ chức được lãnh đạo bởi Liên Hợp Quốc thực hiện sứ mệnh bảo vệ an ninh, nhân đạo tại Nam Sudan do Hội đồng Bảo an Liên Hợp Quốc thành lập ngày 8 tháng 7 năm 2011 theo Nghị quyết 1996.

## Lịch sử hình thành

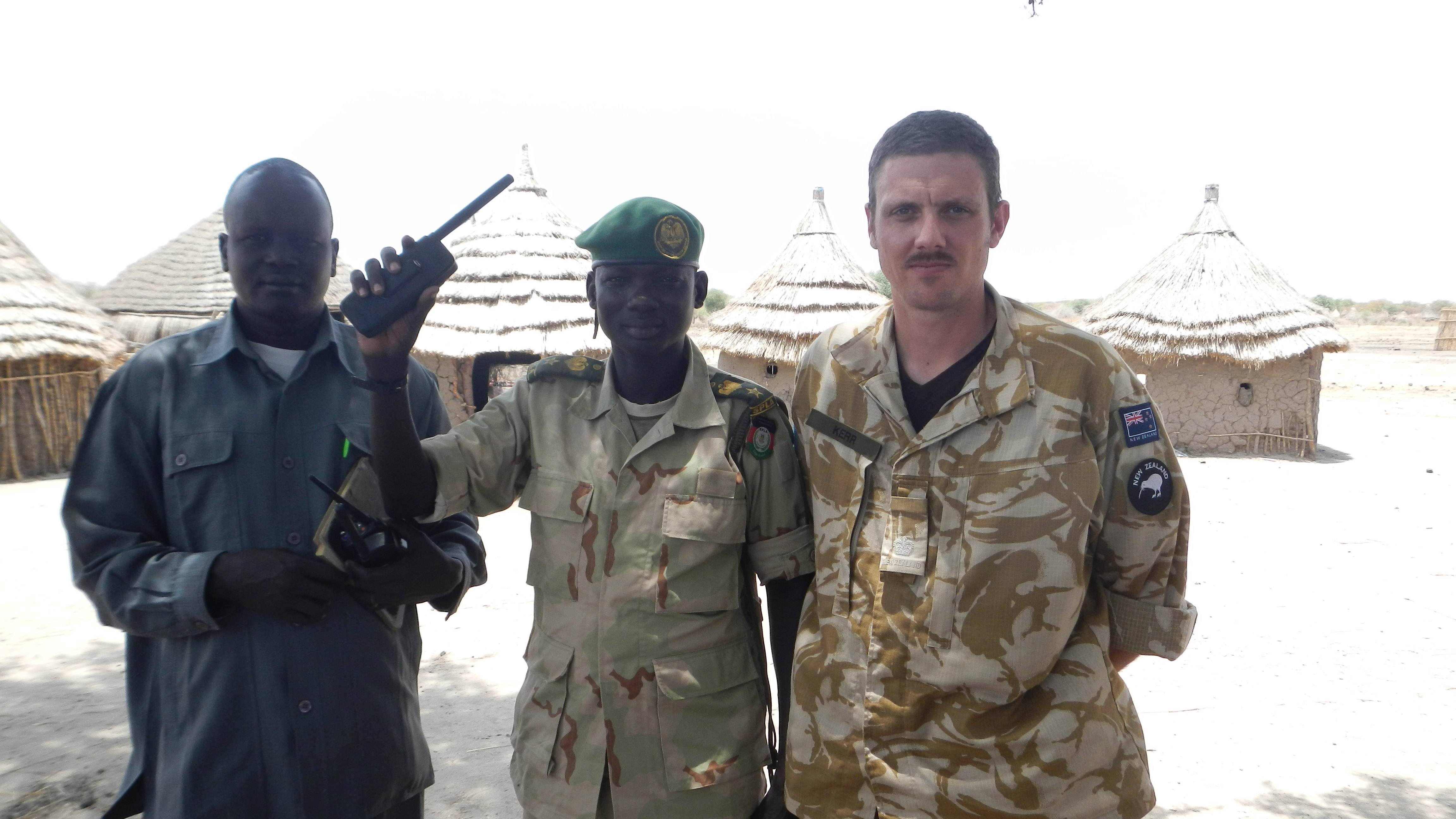
Binh sĩ New Zealand chụp hình với binh sĩ Nam Sudan tại Jonglei (2012)

Theo đề nghị của Tổng Thư ký Ban Ki-moon, áp dụng theo Chương VII, Hiến chương Liên Hợp Quốc, Liên Hợp Quốc đã ra Nghị quyết 1996 thành lập Phái bộ gìn giữ hòa bình Liên Hợp Quốc tại Nam Sudan (UNMISS) vào ngày 8 tháng 7 năm 2011. Với giai đoạn đầu sẽ hoạt động trong một năm, kể từ 9 tháng 7 năm 2011 và sẽ gia hạn thêm thời gian nếu thực tế yêu cầu. Đồng thời, cùng ngày 8 tháng 7 đã kết thúc nhiệm vụ của Phái bộ gìn giữ hòa bình Liên Hợp Quốc tại Sudan (UNMIS). Với mục tiêu là củng cố hòa bình và an ninh, giúp thiết lập các điều kiện cho sự phát triển trong Cộng hòa Nam Sudan nhằm tăng cường năng lực của Chính phủ Nam Sudan để quản lý một cách hiệu quả và dân chủ. Thiết lập mối quan hệ tốt với các nước láng giềng Nam Sudan.
Ngày 9 tháng 7 năm 2011, Nam Sudan trở thành quốc gia mới trên thế giới. Sự ra đời của Nam Sudan là kết quả của một tiến trình hòa bình 6 năm với sự bắt đầu bằng việc ký kết Hiệp định hòa bình toàn diện (CPA) vào tháng 9 năm 2005 giữa Chính phủ Sudan với Phong trào giải phóng nhân dân Sudan (SPLM), kết thúc hơn 20 năm của cuộc Nội chiến Sudan lần thứ hai.
UNMIS hỗ trợ việc thực hiện Hiệp định hòa bình toàn diện (CPA) trong thời gian thiết lập bởi Chính phủ Sudan và SPLM khi CPA được ký kết. CPA cũng kêu gọi trưng cầu dân ý độc lập miền Nam Sudan. Nó được tổ chức đúng tiến độ vào tháng 1 năm 2011. Với tỉ lệ ủng hộ áp đảo của 98,83% trong tổng số người tham gia bỏ phiếu. Tổng Thư ký Ban Ki-moon đã hoan nghênh kết quả này đã phản ảnh ý chí của người dân Nam Sudan.
Sau khi kết thúc giai đoạn tạm thời này, tiến trình đảm bảo sự độc lập cho Nam Sudan được tiếp nối vào tháng 7 năm 2011, Hội đồng Bảo an Liên Hợp Quốc ra Nghị quyết 1996 vào ngày 8 tháng 7 năm 2016.

### Bạo lực nổ ra
Vào ngày 15 tháng 12 năm 2013, bạo lực nổ ra tại Juba, thủ đô của Nam Sudan và nhanh chóng lan rộng đến các dịa điểm khác trong nước và dẫn đến cuộc khủng hoảng chính trị và an ninh sâu rộng trong toàn quốc. bảy trong mười bang bị ảnh hưởng từ cuộc xung độ và bốn bang Trung Equatoria, Jonglei, Unity, Thượng Nin bị ảnh hưởng nặng nhất.
Một vài ngày sau cuộc khủng hoảng, mối quan hệ giữa chính phủ Nam Sudan với UNMISS ngày càng căng thẳng, trong bối cảnh vai trò của Liên Hợp Quốc tại Nam Sudan bị nhận thức sai. Với các cáo buộc UNMISS không công bằng và sứ mệnh của UNMISS không phải là giúp đỡ Chính phủ Nam Sudan mà là trợ giúp và tiếp tay cho lực lượng chống Chính phủ Nam Sudan. Những tuyên bố thù địch với UNMISS được những quan chức cấp cao trong Chính phủ Nam Sudan phát biểu công khai. Khả năng tự do hoạt động của UNMISS càng bị thu hẹp. Các cuộc biểu tình phản đối Liên Hợp Quốc diễn ra ở một số thủ phủ của bang như: Rumbek (Lakes) và Aweil (Bắc Bahr el Ghazal).
Từ tháng 12 năm 2013 đến tháng 2 năm 2014 tại Nam Sudan cũng đã có các nỗ lực ngoại giao của Cơ quan phát triển liên chính phủ Đông Phi (IGAD) dẫn đến giải pháp thương lượng cho cuộc khủng hoảng. Cuộc khủng hoảng có hệ quả tiêu cực rộng lớn cho tình hình nhân quyền ở nhiều nơi tại Nam Sudan, đặc biệt là tại khu vực cuộc đối đầu quân sự lớn nhất (Juba, Jonglei, Thượng Nin, Unity.
UNMISS ước tỉnh rằng hàng ngàn người đã bị giết trong cuộc khủng hoảng. Cả hai bên trong cuộc xung đột phải chịu trách nhiệm về việc tấn công vào thường dân và họ đã không tuân thủ luật pháp quốc tế về nhân đạo và nhân quyền. Tình hình nhân đạo cũng bị suy thoái mạnh. Trong vòng bốn tuần đầu tiên của cuộc khủng hoảng, gần 500.000 người đã phải di tản khắp Nam Sudan và 74.300 người đã vượt biên sang các nước láng giềng. Đến cuối tháng 2 năm 2014 tăng lên 900.000 người và 167.000 người vượt biên sang các nước láng giềng. Số thường dân bị ảnh hưởng nghiêm trọng về thiếu lương thực đã tăng từ 1.100.000-3.200.000. Ngoài ra, cũng có khoảng 500.000 người di tản cần viện trợ lương thực. Sự tồn tại của Nam Sudan bị nghi vấn.

### UNMISS tăng cường lực lượng

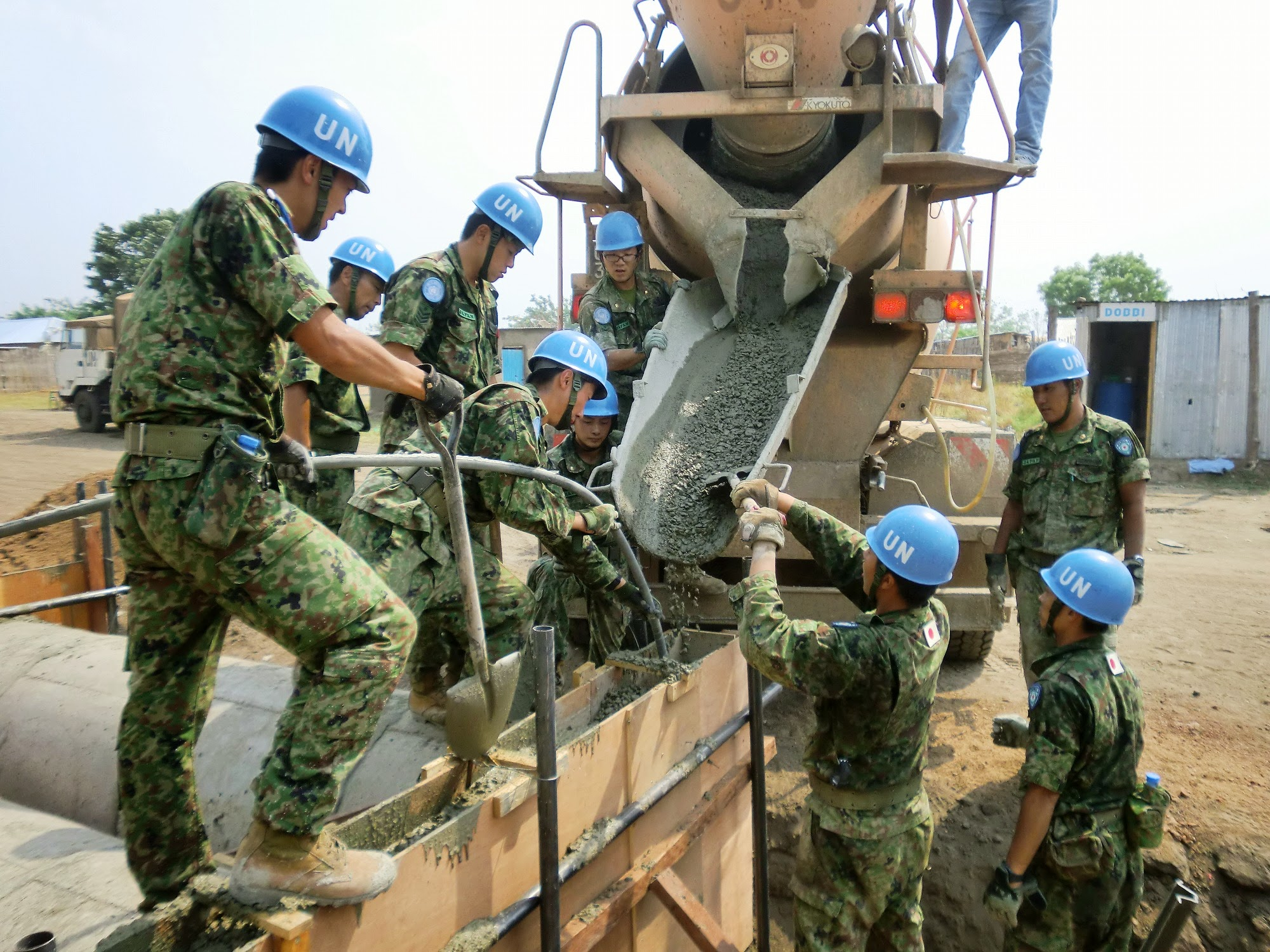
Công binh Nhật Bản đang thi công công trình (2013)

Khi cuộc chiến nổ ra ở Juba và lan ra khắp Thượng Nin, hàng chục ngàn thường dân di tản khỏi khu vực có xảy ra các vụ giết người quy mô lớn, kể cả đã thoái khỏi khu vực bị tấn công và đã vào trại tị nạn của UNMISS ở Juba, Bor, Bentiu, Akobo, Melut và Malakal tìm nơi ẩn náu. UNMISS triển khai các trại tị nạn, phối hợp với các đối tác nhân đạo, nhanh chóng triển khai những trại này để bảo vệ thường dân. Không lâu sau đó, có đến 85.000 thường dân đã được bảo vệ trong 8 trại tị nạn của UNMISS trên khắp Nam Sudan. UNMISS đã phải nỗ lực rất nhiều để đảm bảo an ninh cho các trại tị nạn này và cả trụ sở của họ khỏi các cuộc tấn công.
Để cung cấp cho UNMISS đủ năng lực đối phó với cuộc khủng hoảng, Hội đồng Bảo an Liên Hợp Quốc đã ra Nghị quyết 2132 vào ngày 24 tháng 12 năm 2013, chấp thuận đề nghị của Tổng Thư ký Ban Ki-moon về tăng lực lượng quân sự và cảnh sát cho UNMISS một cách tạm thời và theo dõi tình hình, sẽ tăng cường thêm nếu cần thiết. UNMISS vừa đảm trách xây dựng hòa bình, hỗ trợ bộ máy quản lý nhà nước nhằm thắt chặt mối quan hệ giữa UNMISS với Chính phủ Nam Sudan, vừa phối hợp với các bên liên quan xác định lại trách nhiệm và mục tiêu trong khu vực ảnh hưởng xung đột.
Ngày 27 tháng 5 năm 2014, Hội đồng Bảo an Liên Hợp Quốc ra Nghị quyết 2155 thông qua nhiệm vụ của UNMISS là hướng tới việc bảo vệ thường dân, giám sát nhân quyền và hỗ trợ cho việc cung cấp viện trợ nhân đạo, và tăng cường sức mạnh quân sự.

## Nhiệm vụ

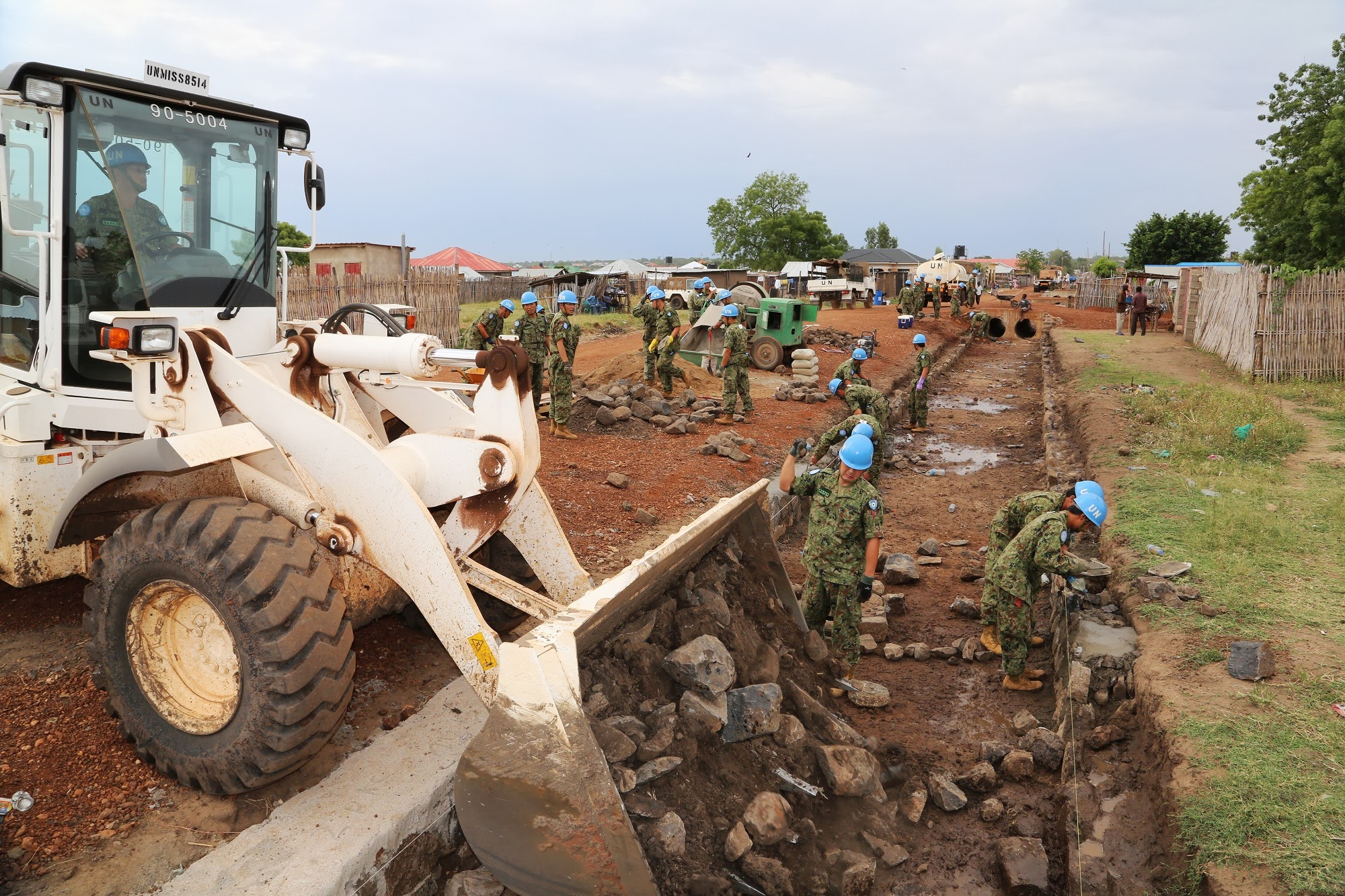
Công binh Nhật Bản thi công đường (2013).

Sau khi nhận thấy tình hình Nam Sudan vẫn tiếp tục đối mặt với các mối đe dọa cho hòa bình và an ninh trong khu vực. Phái bộ gìn giữ hòa bình Liên Hợp Quốc tại Nam Sudan (UNMISS) được thành lập vào ngày 8 tháng 7 năm 2011. Nhiệm vụ là hỗ trợ Chính phủ Nam Sudan trong việc củng cố nền hòa bình và từ đó thúc đẩy xây dựng nhà nước tại đây bền vững và phát triển kinh tế hơn. Với giai đoạn đầu sẽ hoạt động trong một năm, kể từ 9 tháng 7 năm 2011 và sẽ gia hạn thêm thời gian nếu thực tế yêu cầu. Với nhiệm vụ ban đầu là giúp Chính phủ Nam Sudan trong việc thực hiện trách nhiệm ngăn ngừa xung đột, giảm thiểu thương vong và bảo vệ cho dân thường. Giúp các cơ quan chức năng Nam Sudan trong việc phát triển lực lượng an ninh, xây dựng nhà nước pháp quyền, tăng cường năng lực an ninh và thực thi pháp luật trên toàn đất nước.
Sau cuộc khủng hoảng chính trị và an ninh nổ ra ở Juba, thủ đô của Nam Sudan vào ngày 15 tháng 12 năm 2013. Hội đồng Bảo an Liên Hợp Quốc ra Nghị quyết 2132 vào ngày 24 tháng 12 năm 2013, chấp thuận đề nghị của Tổng Thư ký Ban Ki-moon về tăng lực lượng quân sự và cảnh sát cho UNMISS một cách tạm thời.
Tháng 3 năm 2014, Tổng Thư ký Ban Ki-moon tiếp tục đề nghị tăng nhân viên quân sự và cảnh sát với thời hạn ít nhất là 12 tháng. Chuyển từ nhiệm vụ là tạo điều kiện hỗ trợ nhân đạo, giám sát và báo cáo về tình hình nhân quyền, phòng chống bạo lực gia tăng và hỗ trợ quá trình IGAD khi được yêu cầu và trong khả năng sẵn có. Các ưu tiên bảo vệ dành cho dân thường di tản trong các trại tập trung của Liên Hợp Quốc và một số địa điểm khác. Thiết lập vùng an toàn để dân thường trở về. UNMISS sẽ ở vị thế quan trọng cho đến khi các bên xung đột có một thỏa thuận chính trị.
Ngày 24 tháng 5 năm 2014, Hội đồng Bảo an Liên Hợp Quốc nhất trí thông qua Nghị quyết 2155, UNMISS sẽ bao gồm lực lượng gồm: 12500 nhân viên quân sự và 1323 nhân viên cảnh sát và ủy quyền cho UNMISS sử dụng tất cả các phương tiện để thực hiện nhiệm vụ.
Trong tháng 12 năm 2015, Hội đồng Bảo an Liên Hợp Quốc thông qua Nghị quyết 2252, trong đó có thay đổi một chút trong nhiệm và mở rộng thời gian thực hiện nhiệm vụ đến 31 tháng 7 năm 2016.
Sau đó, kéo dài thêm thời gian thực hiện nhiệm vụ tới 12 tháng 8 năm 2016 để cung cấp cho tất cả các bên liên quan có thời gian đủ để xác định tương lai của Nam Sudan.

## Lực lượng

### Quá trình phát triển lực lượng
2011: Lực lượng ban đầu lúc mới thành lập, sau Nghị quyết 1996.
- 7,000 nhân viên quân sự
- 900 nhân viên cảnh sát
- Một số nhân viên giám sát quốc tế

2014: Sau Nghị quyết 2155.
- 13,000 nhân viên quân sự
- 2,001 nhân viên cảnh sát
- Một số nhân viên giám sát quốc tế

2015:
- 11,342 binh sĩ
- 193 nhân viên liên lạc quân sự
- 1,157 nhân viên cảnh sát
- 769 nhân viên dân sự quốc tế
- 1,204 nhân viên dân sự địa phương
- 409 tình nguyện viên quốc tế[1]

### Danh sách quốc gia tham gia

#### Nhân viên quân sự:
| STT | Quốc gia    | Đơn vị                                | Triển khai | Quân số | Ghi chú     |
| --- | ----------- | ------------------------------------- | --- | ------- | ----------- |
| 1   | Australia   |                                       | |         |             |
| 2   | Bangladesh  | Đơn vị Thủy quân lục chiến Bangladesh | Malakal (Thượng Nin): |         | [ 3 ] [ 4 ] |
| 3   | Benin       |                                       | |         |             |
| 4   | Bhutan      |                                       | |         |             |
| 5   | Bolivia     |                                       | |         |             |
| 6   | Brazil      |                                       | |         |             |
| 7   | Campuchia   |                                       | |         |             |
| 8   | Canada      |                                       | |         |             |
| 9   | Trung Quốc  |                                       | |         |             |
| 10  | Đan Mạch    |                                       | |         |             |
| 11  | Ai Cập      |                                       | |         |             |
| 12  | El Salvador |                                       | |         |             |
| 13  | Ethiopia    | Tiểu đoàn Ethiopia                    | Bor (Jonglei): - Bảo vệ an ninh cho Liên Hợp Quốc Malakal (Thượng Nin):                                                                   |         | [ 5 ]       |
| 14  | Fiji        |                                       | |         |             |
| 15  | Đức         |                                       | |         |             |
| 16  | Ghana       | Tiểu đoàn Ghana                       | Bentiu và Rubkona (Unity): - Đào tào nhân viên y tế địa phương                                                                            |         | [ 6 ]       |
| 17  | Guatemala   |                                       | |         |             |
| 18  | Guinea      |                                       | |         |             |
| 19  | Ấn Độ       | Tiểu đoàn công binh HMEC Ấn Độ        | Toàn quốc: - Xây dựng đường giao thông | 22      | [ 7 ]       |
| 20  | Indonesia   |                                       | |         |             |
| 21  | Nhật Bản    |                                       | |         |             |
| 22  | Jordan      |                                       | |         |             |
| 23  | Kenya       |                                       | |         |             |
| 24  | Kyrgyzstan  |                                       | |         |             |
| 25  | Mông Cổ     | Tiểu đoàn Mông Cổ (MONBATT)           | Bentiu (Unity): - Bảo vệ an ninh cho WFP                                                                                                  | 1021    | [ 8 ]       |
| 26  | Namibia     |                                       | |         |             |
| 27  | Nepal       |                                       | |         |             |
| 28  | Hà Lan      |                                       | |         |             |
| 29  | New Zealand |                                       | |         |             |
| 30  | Nigeria     |                                       | |         |             |
| 31  | Na Uy       |                                       | |         |             |
| 32  | Paraguay    |                                       | |         |             |
| 33  | Peru        |                                       | |         |             |
| 34  | Ba Lan      |                                       | |         |             |
| 35  | Hàn Quốc    |                                       | |         |             |
| 36  | Romania     |                                       | |         |             |
| 37  | Nga         |                                       | |         |             |
| 38  | Rwanda      |                                       | Malakal (Thượng Nin): |         |             |
| 39  | Senegal     |                                       | |         |             |
| 40  | Sri Lanka   | Bênh viện Sri Lanka cấp II            | Bor (Jonglei): - Dịch vụ y tế |         | [ 9 ]       |
| 41  | Thụy Điển   |                                       | |         |             |
| 42  | Thụy Sĩ     |                                       | |         |             |
| 43  | Đông Timor  |                                       | |         |             |
| 44  | Togo        |                                       | |         |             |
| 45  | Uganda      |                                       | |         |             |
| 46  | Ukraine     |                                       | |         |             |
| 47  | Anh Quốc    |                                       | |         |             |
| 48  | Tanzania    |                                       | |         |             |
| 49  | Hoa Kỳ      |                                       | |         |             |
| 50  | Việt Nam    | Cục Gìn giữ Hòa bình Việt Nam         | Juba (Trung Equatoria): - Liên lạc cho Phái bộ. Bentiu (Unity (bang)) - Bệnh viện dã chiến cấp 2 số 1 - Bệnh viện Trung ương Quân đội 175 | 2 63    | [ 10 ]      |
| 51  | Yemen       |                                       | |         |             |
| 52  | Zambia      |                                       | |         |             |
| 53  | Zimbabwe    |                                       | |         |             |

#### Nhân viên cảnh sát:
| STT | Quốc gia              | Đơn vị                                    | Triển khai             | Quân số | Ghi chú |
| --- | --------------------- | ----------------------------------------- | ---------------------- | ------- | ------- |
| 1   | Albania               |                                           |                        |         |         |
| 2   | Argentina             |                                           |                        |         |         |
| 3   | Bangladesh            |                                           |                        |         |         |
| 4   | Bosnia và Herzegovina |                                           |                        |         |         |
| 5   | Brazil                |                                           |                        |         |         |
| 6   | Trung Quốc            |                                           |                        |         |         |
| 7   | Ethiopia              |                                           |                        |         |         |
| 8   | Fiji                  | Đơn vị cảnh sát Fiji                      | Juba (Trung Equatoria) | 32      | [ 11 ]  |
| 9   | Đức                   |                                           |                        |         |         |
| 10  | Ghana                 | Đơn vị cảnh sát hợp thành Rwanda và Ghana | Bentiu (Unity)         | 166     | [ 13 ]  |
| 11  | Rwanda                | Đơn vị cảnh sát hợp thành Rwanda và Ghana | Malakal (Thượng Nin)   |         |         |
| 12  | Indonesia             |                                           |                        |         |         |
| 13  | Kenya                 |                                           |                        |         |         |
| 14  | Kyrgyzstan            |                                           |                        |         |         |
| 15  | Namibia               |                                           |                        |         |         |
| 16  | Nepal                 |                                           |                        |         |         |
| 17  | Hà Lan                |                                           |                        |         |         |
| 18  | Nigeria               |                                           |                        |         |         |
| 19  | Na Uy                 | Đơn vị cảnh sát Na Uy                     | Juba (Trung Equatoria) |         | [ 14 ]  |
| 20  | Romania               |                                           |                        |         |         |
| 21  | Nga                   |                                           |                        |         |         |
| 22  | Ấn Độ                 |                                           |                        |         |         |
| 23  | Samoa                 |                                           |                        |         |         |
| 24  | Senegal               |                                           |                        |         |         |
| 25  | Sierra Leone          |                                           |                        |         |         |
| 26  | Nam Phi               |                                           |                        |         |         |
| 27  | Thụy Điển             |                                           |                        |         |         |
| 28  | Thụy Sĩ               |                                           |                        |         |         |
| 29  | Thổ Nhĩ Kỳ            |                                           |                        |         |         |
| 30  | Uganda                |                                           |                        |         |         |
| 31  | Ukraine               |                                           |                        |         |         |
| 32  | Anh Quốc              |                                           |                        |         |         |
| 33  | Hoa Kỳ                |                                           |                        |         |         |
| 34  | Việt Nam              |                                           |                        |         | [ 15 ]  |
| 35  | Zimbabwe              |                                           |                        |         |         |